# Platyura marginata
Platyura marginata är en tvåvingeart som beskrevs av Johann Wilhelm Meigen 1804. Platyura marginata ingår i släktet Platyura och familjen platthornsmyggor. Arten har ej påträffats i Sverige. Inga underarter finns listade i Catalogue of Life.